# ليبرتي روس
ليبرتي روس (بالإنجليزية: Liberty Ross)‏ هي عارضة وممثلة بريطانية، ولدت في 23 سبتمبر 1978 بلندن في المملكة المتحدة.

## أعمال

### أفلام
- (2012) بياض الثلج والصياد[4]

## وصلات خارجية
- ليبرتي روس على موقع IMDb (الإنجليزية)
- ليبرتي روس على موقع ألو سيني (الفرنسية)
- ليبرتي روس على موقع ميوزك برينز (الإنجليزية)
- ليبرتي روس على موقع أول موفي (الإنجليزية)
- ليبرتي روس على موقع قاعدة بيانات الفيلم (الإنجليزية)
- ليبرتي روس على موقع كينوبويسك (الروسية)
- ليبرتي روس على موقع دليل عارضات الأزياء (الإنجليزية)